# Randal Falker
Randal Falker, né le 22 juillet 1985 à Saint-Louis au Missouri, est un joueur américain de basket-ball.

## Biographie
Randal Falker évolue de 2004 à 2008 en NCAA avec les Salukis de la Southern Illinois University. Non drafté, il décide de rejoindre un club européen.
Durant l'été 2008, il signe à Cholet en Pro A et y reste quatre saisons. Il est le 2e joueur américain de Cholet en nombre de matches joués derrière l'une des légendes de la Meilleraie, Graylin Warner.
Sur le départ de Cholet, il s'engage en faveur du club de Beşiktaş pour la saison 2012-2013 et rejoint son ancien entraîneur à Cholet, Erman Kunter.
En juillet 2013, il signe à Nancy. En septembre, il ne participe pas au tournoi de Gravelines à cause d'une blessure au genou. En février 2014, il est prolongé de deux ans par Nancy,.

## Palmarès

### En club
- Champion de France avec Cholet Basket en 2010
- Vice-Champion de France avec Cholet Basket en 2011
- Finaliste de l'EuroChallenge avec Cholet Basket en 2009

### Distinctions personnelles
- Participation au All-Star Game LNB : 2013
- MVP étranger de Pro A : 2014[8],[9]